# Spice Girls
Spice Girls är en brittisk tjejgrupp bildad 1994. Gruppen bestod av fem medlemmar som var och en senare fick sina egna smeknamn: Melanie Brown ("Scary Spice"), Melanie Chisholm ("Sporty Spice"), Emma Bunton ("Baby Spice"), Geri Halliwell ("Ginger Spice") och Victoria Beckham ("Posh Spice"). 
Under perioden 1996–2000 låg Spice Girls högt på topplistorna och förekom flitigt i media. I Storbritannien har gruppen haft nio listettor, men var inte fullt lika framgångsrika i USA, där man haft en singel som listetta, nämligen genombrottslåten "Wannabe" år 1996. Gruppen splittrades år 2000. Geri Halliwell lämnade bandet 1998. Medlemmarna har därefter främst fokuserat på sina egna karriärer fram till 2007 när gruppen åter gav sig ut på turné.
Managern till Spice Girls var den engelske TV-producenten och artistmanagern Simon Fuller som även skapat TV-formaten So You Think You Can Dance och Idols, bandet S Club 7 samt är, eller har varit, manager åt en lång rad internationella kändisar. Gruppen har sålt över 75 miljoner album och singlar.
2018 gjorde Spice girls comeback utan Victoria Beckham och meddelade att de sommaren 2019 åker på turné.

## Historik

### Gruppen bildas
Chris Herbert fick idén att starta en uppföljning till pojkbandet Take Thats enorma framgångar. Istället för att starta en grupp med fyra-fem unga män valde han att starta en grupp med endast kvinnliga medlemmar. Chris Herberts far hade erfarenheter från musikbranschen, bland annat hade han upptäckt pojkbandet Bros. Med Chic Murphy som finansiär började Herbert dela ut flygblad och i tidningen Stage infördes en annons den 24 februari 1994:

WANTED

R.U. 18-23 WITH THE ABILITY TO SING/DANCE

R.U. STREETWISE, OUTGOING, AMBITIOUS & DEDICATED
Heart Management Ltd. are a widely successful Music Industry Management Consortium currently forming a choreographed, Singing/Dancing, all Female Pop Act for a Record Recording Deal.
OPEN AUDITION

DANCE WORKS, 16 Balderton Street,

FRIDAY 4TH MARCH

11.00am - 5.30pm

PLEASE BRING SHEET MUSIC

OR BACKING CASSETTE
Heart Management Ltd

Bland alla de som dök upp vid auditionen fanns Melanie Chisholm som gjorde intryck med sin sångröst när hon sjöng The Pointer Sisters "I'm So Excited", Melanie Brown som var mycket nervös men som uppmärksammades för sin personlighet och utseende och sjöng Whitney Houstons "Greatest Love of All" samt Victoria Adams som sjöng en sång från musikalen Cabaret. Efter att ha gått igenom videofilmerna från auditionen under sex veckor valdes nio flickor ut till en andra audition den 17 maj 1994. Strax innan denna fick Chris Herbert ett telefonsamtal från en flicka som inte hade varit med på den första auditionen men som ändå ville få en chans att visa upp sig vid den andra. Hon var så ihärdig att Herbert gick med på detta. Detta var Geri Halliwell, en 21-åring som hade dansat på nattklubbar i Spanien.
Efter den andra auditionen valdes fem av de sökande ut för att se hur man fungerade tillsammans. De fem var Melanie Chisholm, Melanie Brown, Victoria Adams, Geri Halliwell och Michelle Stephenson, och i juni 1994 fick de flytta in i ett hus i Maidenhead i Surrey. Man övade sång och koreografi dagligen vid Trinity Studios i Knaphill utanför Woking. Gruppens arbetsnamn blev Touch.
Alla fem behövde professionell hjälp med både dansen och sången och deras sånglärare blev Pepi Lemer. I takt med att tjejerna lärde känna varandra bättre blev det också klart att Michelle Stephenson inte riktigt passade in. I augusti 1994 lämnade hon gruppen och Pepi Lemer föreslog en annan ung flicka som hade tagit sånglektioner för Lemer: Emma Bunton. Bunton blev den femte medlemmen i september. Under hösten 1994 fortsatte arbetet med att öva in sång och dans så att de kunde framföra fem låtar vid en kommande uppvisning för musikbranschen i början av december. Under hösten var särskilt Geri Halliwell och Melanie Brown otåliga och tyckte att det gick alldeles för långsamt. Den 7 december var det dags för en särskild uppvisning inför en grupp personer i branschen. Uppvisningen gick mycket bra och flera låtskrivare förklarade sig vara villiga att skriva material för gruppen.
Efter jul- och nyårshelgen 1994 började man förbereda inspelning i studio och gruppen lärde känna två låtskrivare, Richard Stannard och Matthew Rowe. Tillsammans började man skriva låtar. Gruppnamnet Touch var ingen nöjd med utan man bytte till Spice. Hittills hade flickorna inte haft något kontrakt med producenterna och efter nyår blev de till slut erbjudna ett femårskontrakt. Efter uppvisningen i december hade de emellertid fått egna kontakter i musikbranschen som uppmuntrade dem. Chris Herbert ville att de skulle spela in en låt de själva inte gillade. Fredagen den 3 mars stormade gruppen ur studion med sina egna inspelningar, tömde huset de bodde i och försvann.

### Uppgång
Under månaderna efter fortsatte flickorna att skriva låtar och spela in demokassetter och duon Stannard/Rowe fortsatte skriva låtar åt dem, bl.a. "Wannabe". Till slut fick de kontakt med producenten Simon Fuller som blev deras manager och i september 1995 ordnade han ett skivkontrakt med Virgin Records som betalade 500 000 pund i förskott. Ungefär samtidigt ändrades gruppnamnet från Spice till Spice Girls. Simon Fuller såg till att gruppen fick träffa journalister och med sin kaxiga attityd och sitt skojfriska humör väckte de genast uppmärksamhet. Redaktören för tidningen Top of the Pops, Peter Lorraine, föreslog att var och en av tjejerna skulle ha ett smeknamn och vid ett redaktionsmöte bestämdes dessa: Posh Spice (Victoria), Scary Spice (Melanie B), Sporty Spice (Melanie C), Baby Spice (Emma) och Ginger Spice (Geri).
Inför deras första singel "Wannabe" gjorde man helsidesreklam i tidningen Smash Hits: "Wanted: Anyone with a sense of fun, freedom, and adventure. Hold tight, get ready - Girl Power is comin' at you". Med bandets motto "Girl Power" kunde de kombinera slagkraftig feminism light med sexuell utstrålning. Singeln släpptes den andra veckan i juli 1996 och gick direkt in på tredje plats, därefter gick den upp till första plats där den låg kvar i sju veckor. På samma sätt gick det utanför Storbritannien. I Sverige blev den etta på Tracks-listan under fem veckor. I 22 länder gick den in på första plats.
I september flög gruppen till USA för att marknadsföra sig och spela in en video till deras andra singel "Say You'll Be There". I Storbritannien gick singeln rakt in på första plats. Men i Sverige kom singeln aldrig högre än fjärde plats på Tracks-listan. När albumet Spice släpptes i november gick den in på första plats på försäljningslistan och har sålts i uppskattningsvis 20 miljoner exemplar. När singeln "2 Become 1" släpptes i december hamnade även den på förstaplatsen.
I januari 1997 släpptes singeln "Wannabe" i USA där den efter att ha gått in på 11:e plats på Billboard-listan hamnade på första plats den 22 februari. Gruppen återvände till USA för att marknadsföra sig. Deras framträdande i Miami där de mimade till sina egna låtar inför 2 000 personer var dock ingen framgång. Även deras fjärde singel "Mama" / "Who Do You Think You Are?" gick in på den brittiska singellistans förstaplats.
Under våren 1997 uppträdde de i den amerikanska tv-showen Saturday Night Live och sjöng "Wannabee" och "Say You'll Be There". Läskjätten Pepsi skrev ett reklamkontrakt med dem och gruppen skulle spela in en singel, "Step to Me", som Pepsi skulle använda i sin marknadsföring. Det avslöjades också att gruppen skulle spela in en långfilm, Spiceworld - The Movie och ha en stor konsert i Istanbul.
I november 1997 släpptes deras andra album, Spice World. Till skillnad från debuten där det förutom hitsinglarna bara var musikalisk utfyllnad är uppföljaren fylld med låtar som visar att sångövningarna har gett resultat och att albumet är bättre producerad. I november 1997 sparkades Simon Fuller som deras manager - men han blev istället manager åt gruppen S Club 7. Samtidigt som de spelade in albumet gjordes också filmen Spiceworld där tjejerna spelar sig själva. Vid den svenska premiären fick den dålig kritik av filmkritikerna, men den blev ändå en kommersiell framgång och spelade in sammanlagt 307 miljoner kronor över hela världen.
I februari 1998 gav de sig ut på världsturné som till slut nådde Sverige. De hade två konserter i Globen i Stockholm den 19 och 20 maj, båda konserterna inför 13 000 entusiastiska fans (och fansens mindre entusiastiska föräldrar som fick betala när man mitt under konserten hade en 25 minuters paus för att alla skulle få tid att köpa Spice Girls-prylar).
Spice Girls bidrog till att göra den skyhöga skomodellen 1310-2 från märket Buffalo populär.

### Tillbakagång
Det hade under turnén skrivits om bråken inom gruppen och i slutet av den europeiska delen av turnén lämnade Geri Halliwell gruppen. Under hösten fortsatte skriverierna om gruppen - i september gav Melanie Brown ut en solosingel, "Want You Back", gifte sig med en av dansarna och födde en dotter i februari 1999. Victoria Adams hade träffat fotbollsspelaren David Beckham och födde en son i mars 1999. Melanie Chisholm hade då inlett en solokarriär med singeln "When You're Gone" med Bryan Adams. I augusti 1999 började de spela in nästa album i Abbey Road-studion i London. Samma höst släppte Melanie Chisholm sitt debutalbum  Northern Star.
I november 2000, tre år efter albumet Spiceworld släpptes deras tredje album Forever år 2000, men utan att lyckas väcka särskilt stor uppmärksamhet - det verkade som om tjejerna i Spice Girls var betydligt mer intresserade av sina solokarriärer istället, albumet skilde sig inte från annan lättsam popmusik och deras främsta fans, unga tjejer, hade upptäckt Britney Spears istället. Överlag fick plattan dålig kritik. De besökte också Stockholm och deltog i MTV Europes musikgala i Globen.
Efter julen 2000 var det tyst om gruppen i flera år. Alla har försökt med egna solokarriärer men endast nått måttliga framgångar, bäst har det gått för Melanie Chisholm. År 2001 stängde den officiella fancluben.

### Återförening
Den 7 juni 2007 bekräftade Victoria Beckham att gruppen skulle återförenas för en turné och ett album. Återföreningen bekräftades officiellt den 28 juni 2007 då hela gruppen visade sig i London och slog fast att elva spelningar jorden runt var planerade och att återföreningen är gruppens hyllning till alla fans. Återföreningen innebar en världsturné och en samlingsplatta. Biljetterna tog slut på 35 sekunder i London.
Den 1 november 2009 meddelade Simon Fuller att Spice Girls skulle uppträda på de olympiska sommarspelen 2012 i London.

### Spice World 2019
Den 5 november 2018 släpper Spice girls en video på Youtube som bekräftar att de gör en turné med namnet "Spice World 2019" på Irland och i England under sommaren 2019, denna gång utan Victoria Beckham som själv valt att inte delta.

## Diskografi

### Studioalbum
- 1996 – Spice
- 1997 – Spiceworld
- 2000 – Forever

### Singlar
(#-) = Spice Girls placeringar på svenska Tracks-listan
- 1996 – "Wannabe" (#1)
- 1996 – "Say You'll Be There" (#4)
- 1997 – "2 Become 1" (#2)
- 1997 – "Mama" (#2)
- 1997 – "Spice Up Your Life" (#9)
- 1998 – "Too Much" (#12)
- 1998 – "Stop" (#6)
- 1998 – "Viva Forever" (#2)
- 1998 – "Goodbye" (#6)
- 2000 – "Holler" (#10)
- 2007 – "Headlines (Friendship never ends)" (#- Utslagen)

### Samlingsalbum
- 2007 – Greatest Hits